# Christian-Jacque
Christian-Jaque (Paris, 4 de setembro de 1904 - Boulogne-Billancourt, 8 de julho de 1994) foi um notável cineasta francês. Foi casado com a atriz Martine Carol de 1954 a 1959.

## Filmografia
- Les Disparus de Saint-Agil (1938)
- La Symphonie fantastique (1942)
- A Lover's Return (1946)
- Singoalla (1949)
- Adorable Creatures (1952)
- Destinées (1954)
- If all the Guys in the World, Si tous les gars du monde (1955)
- Babette s'en va-t-en guerre (1959)
- La Legge è legge (1958)
- Fanfan la Tulipe (1952)
- Barbe-Bleue (1951) e em versão alemã Blaubart (1951)
- The Dirty Game (1965)
- Les Pétroleuses (1971)

## Ligações Externas
- Christian-Jaque no Internet Movie Database
- Christian-Jaque no Find a Grave